# Gianfranco Vissani
Gianfranco Vissani (Civitella del Lago, 22 novembre 1951) è un cuoco, gastronomo e personaggio televisivo italiano.

## Biografia
Ha conseguito la qualifica di aiuto cuoco presso l'istituto professionale alberghiero di Spoleto nel 1967. Non ha frequentato il biennio di specializzazione per conseguire il diploma di capocuoco ma ha preferito lasciare la regione d'origine, l'Umbria, per andare a lavorare in alberghi e ristoranti di varie città turistiche italiane tra le quali Cortina d'Ampezzo, Firenze, Genova, Napoli e Venezia.
Terminati gli anni di gavetta, ha rilevato nel 1973 il ristorante paterno, sulle rive del lago di Corbara vicino alla sua città di origine; da allora è stato segnalato in varie guide gastronomiche.
Alternando viaggi all'estero per conferenze e lezioni di gastronomia all'attività di cuoco e scrittore di testi per la cucina, Vissani ha iniziato a collaborare con testate giornalistiche curando nel contempo rubriche per la radio e la televisione.
Nel 2011 si trasferisce a Gravina in Puglia, in provincia di Bari, dove l'Agenzia nazionale per l'amministrazione e la destinazione dei beni sequestrati e confiscati alla criminalità organizzata gli affida la gestione di un ristorante di nome "Antica masseria dell'alta Murgia".

## Televisione
Ha raggiunto la notorietà televisiva negli anni novanta per la sua partecipazione a diverse trasmissioni della RAI fra cui Unomattina (dal 1997), Domenica in (dal 2001) e Linea Verde, condotta dal 2002 in coppia con Paolo Brosio. Dal 2008 al 2010 è giudice nel programma La prova del cuoco condotto da Elisa Isoardi, di cui nella stagione 2010-2011 (condotta da Antonella Clerici) cura l'anteprima.
Dal 22 gennaio a dicembre 2012 ha condotto, insieme con Michela Rocco di Torrepadula, Ti ci porto io, programma di cucina andato in onda ogni domenica su LA7.
Nella primavera 2013 entra nel cast di Altrimenti ci arrabbiamo, un celebrity talent su Rai 1 condotto da Milly Carlucci.
Nel 2016 è ospite nell'episodio 15 (trasmesso nella puntata 8) del cooking show di Sky Uno MasterChef 5; torna a fare il giurato settimanale nella stagione 2016-2017 de La prova del cuoco.

## Procedimenti giudiziari
Nel gennaio 2019 è stato condannato in via definitiva dalla Corte di cassazione a 6 mesi di reclusione per reati fiscali, convertiti in una multa di 45 000 euro. La stessa pena è stata comminata al figlio Luca.

## Riconoscimenti

### Ristorante Casa Vissani
- 1  Stella Michelin[4] (2 dal 1999 al 2019)[5]
- Nel 2012 la guida del Gambero Rosso ha messo il ristorante al primo posto con voto 95/100.[6]

### Altri premi
- 1  Stella Michelin (1998).[7]
- Nel 1982 la Guida d'Italia del giornale L'Espresso lo ha inserito al primo posto della speciale classifica dei ristoranti italiani (posizione mantenuta per oltre vent'anni).
- Nel 2000 riceve la laurea honoris causa dall'Università degli Studi di Camerino.[8][9]

## Opere
- Menù da collezione, Foligno, Caprai, SBN LO11323956.
- La tradizione regionale nella cucina di Vissani, disegni di Giuliana Serano, Roma, RAI-ERI, 1998, ISBN 88-397-1027-2.
- La grande cucina di Gianfranco Vissani, supplemento a Il Venerdì, Roma, la Repubblica, 1999, SBN UM10036667.
- I segreti di un grande cuoco, disegni di Giuliana Serano, Roma, RAI-ERI, 1999, ISBN 88-397-1077-9.
- Il Vissani: 400 ricette in 100 menù, Roma, RAI ERI, 2002. ISBN 88-397-1136-8.
- Gianfranco Vissani a casa tua, con Giuseppina Bonerba, Milano, Mondadori, 2007, ISBN 978-88-04-57170-4.
- I trucchi del mestiere, Milano, Mondadori, 2011, ISBN 978-88-04-58375-2.
- L'altro Vissani: ricette di famiglia, Roma, RAI-ERI, ISBN 978-88-397-1576-0.
- La cucina delle feste, testi a cura di Alessio Venturini, Roma, RAI-ERI, 2017, ISBN 978-88-397-1719-1